# Agni Patera
L'Agni Patera è una struttura geologica della superficie di Io.